# Zvartnotszi nemzetközi repülőtér
A zvartnotszi nemzetközi repülőtér (örmény nyelven Զվարթնոց Միջազգային Օդանավակայան, Zvart'nots' Mijazgayin Odanavakayan) (IATA: EVN, ICAO: UDYZ) Örményországban található, Zvartnotsz városa közelében, Jerevántól, az ország fővárosától 12 km-re nyugatra. A zvartnotszi repülőtér Örményország legfőbb nemzetközi repülőtere és Jereván fő nemzetközi közlekedési csomópontja; az ország legnagyobb forgalmú, a Kaukázus harmadik legforgalmasabb repülőtere (a bakui Heydar Aliyev nemzetközi repülőtér és a tbiliszi nemzetközi repülőtér után). Az Armenia Aircompany és az Air Armenia bázisa.

## Története

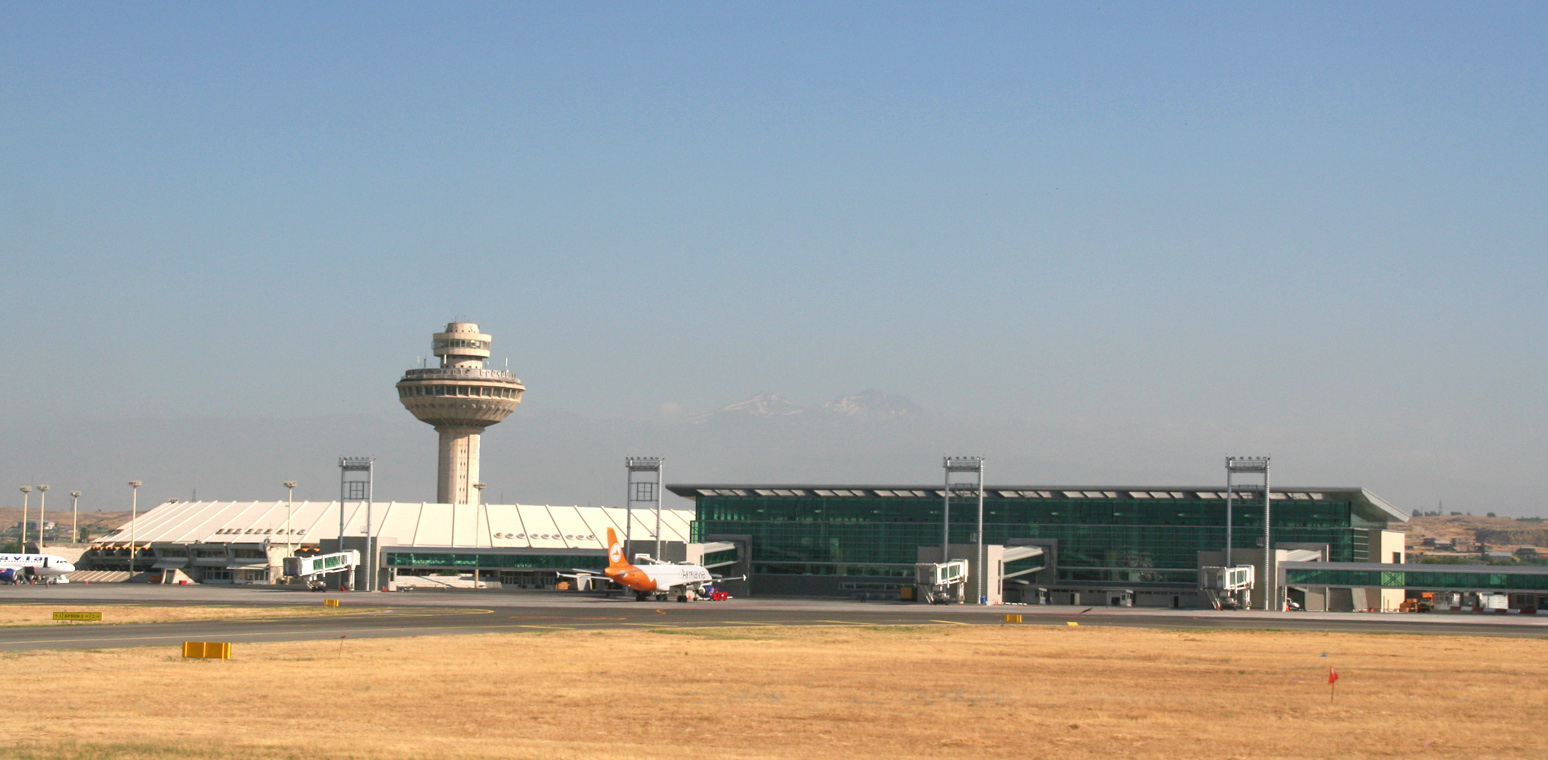
Kilátás a régi, már nem használt terminálra (balra) és az új, 2007-ben épült érkezési csarnokra (jobbra)

A repülőtér 1961-ben épült. Az 1980-as években a repülőteret felújították, új terminál is épült, hogy megfeleljen a növekvő szovjet belföldi forgalom igényeinek. Mikor Örményország függetlenné vált a Szovjetuniótól, növekedett a repülőtérre érkező teherszállító gépek száma, így 1998-ban új terminál épült számukra, amely évente 100 000 tonna rakomány fogadására alkalmas.
2001-ben a repülőtér üzemeltetésére szóló harmincéves koncessziót az argentin Corporation America tulajdonában álló Armenia International Airports CJSC nyerte el; a Corporation America tulajdonosa Eduardo Eurnekian örmény származású argentin üzletember. Az egyezség részeként az Armenia International Airports CJSC felújította és bővítette is a repülőteret, hogy alkalmasabb legyen az Ázsia és Európa közti, turisztikai és kereskedelmi célú forgalom lebonyolítására. A munkálatok 2004-ben kezdődtek, az új nemzetközi terminál negyven hónapnyi munka után 2007. június 1-jén nyílt meg. 2011. szeptember 16-án még egy terminál nyílt.
2014-ben a repülőtéren 10 409 fel- vagy leszállás történt, és összesen 2 045 058 utas haladt át rajta; előbbi 19,3%-os, utóbbi 20,9%-os növekedést jelent a megelőző évhez képest.
A repülőtér képes olyan nagy gépek fogadására is, mint az Antonov An–124, a Boeing 747–400 vagy az Airbus A380.
2013. január 30-án a zvartnotszi repülőteret a Független Államok Közössége legjobb repterévé választották Dubajban, a Feltörekvő Piacok Repülőterei díjkiosztón (Emerging Markets Airports Award).

## Bővítése
2004-ben kezdődött az új nemzetközi terminál építése, 100 millió USD-ból, az örmény kormány és az Armenia International Airports által harminc évre aláírt koncessziós szerződés keretén belül. Az új terminál 19 200 m²-en terül el, és évente kétmillió utas fogadására képes.
2006. szeptember 14-én nyílt meg az új érkezési csarnok, és 2007. június 1-jén az új nemzetközi terminál az indulási csarnokkal. Az új parkolóban 1000 gépjármű fér el. A bővítések óta számos külföldi légitársaság is üzemeltet járatokat a repülőtérről. Az érkezési csarnok kapacitását azóta megduplázták, óránként 1000 utas haladhat át rajta, melynek zökkenőmentesebbé tétele érdekében a vámkezelési részleget is alaposan bővítették. A várakozásra kijelölt területet is felújították, modernizálták, wifi, vámmentes boltok és éttermek várják az utasokat. A 09-es futópályát III-as kategóriájú műszeres leszállító rendszerrel látták el, amely 30 méteres elhatározási magasság és 350 méteres láthatóság esetén is lehetővé teszi a gépmozgást.

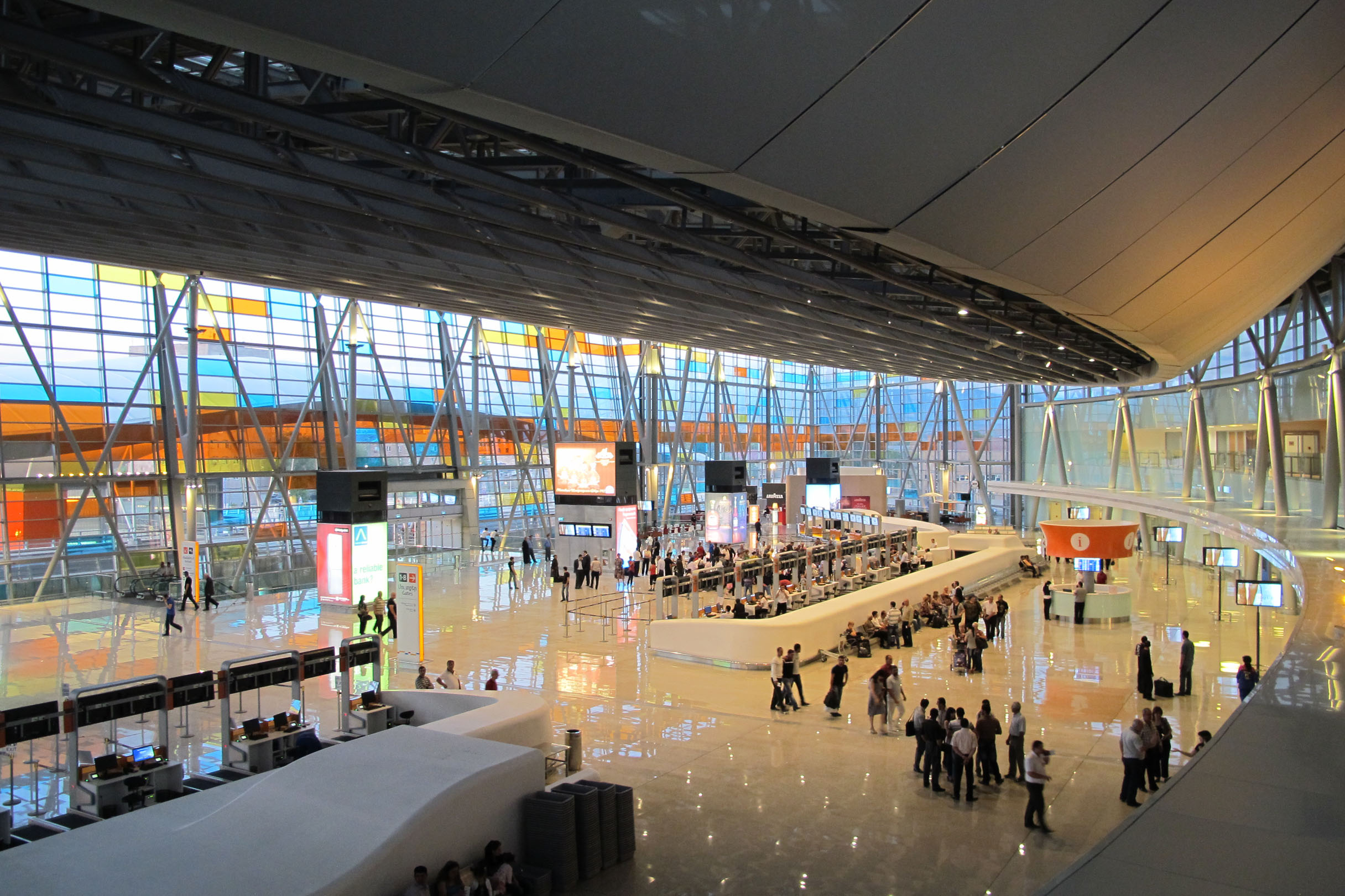
Check-in csarnok

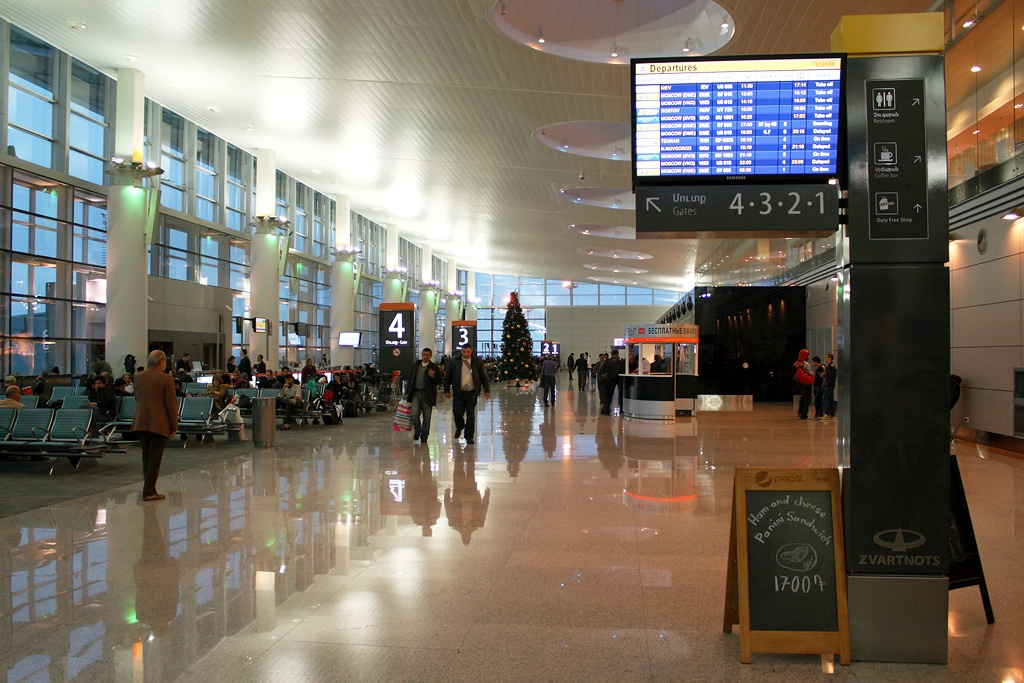
Indulási csarnok és beszállítókapuk

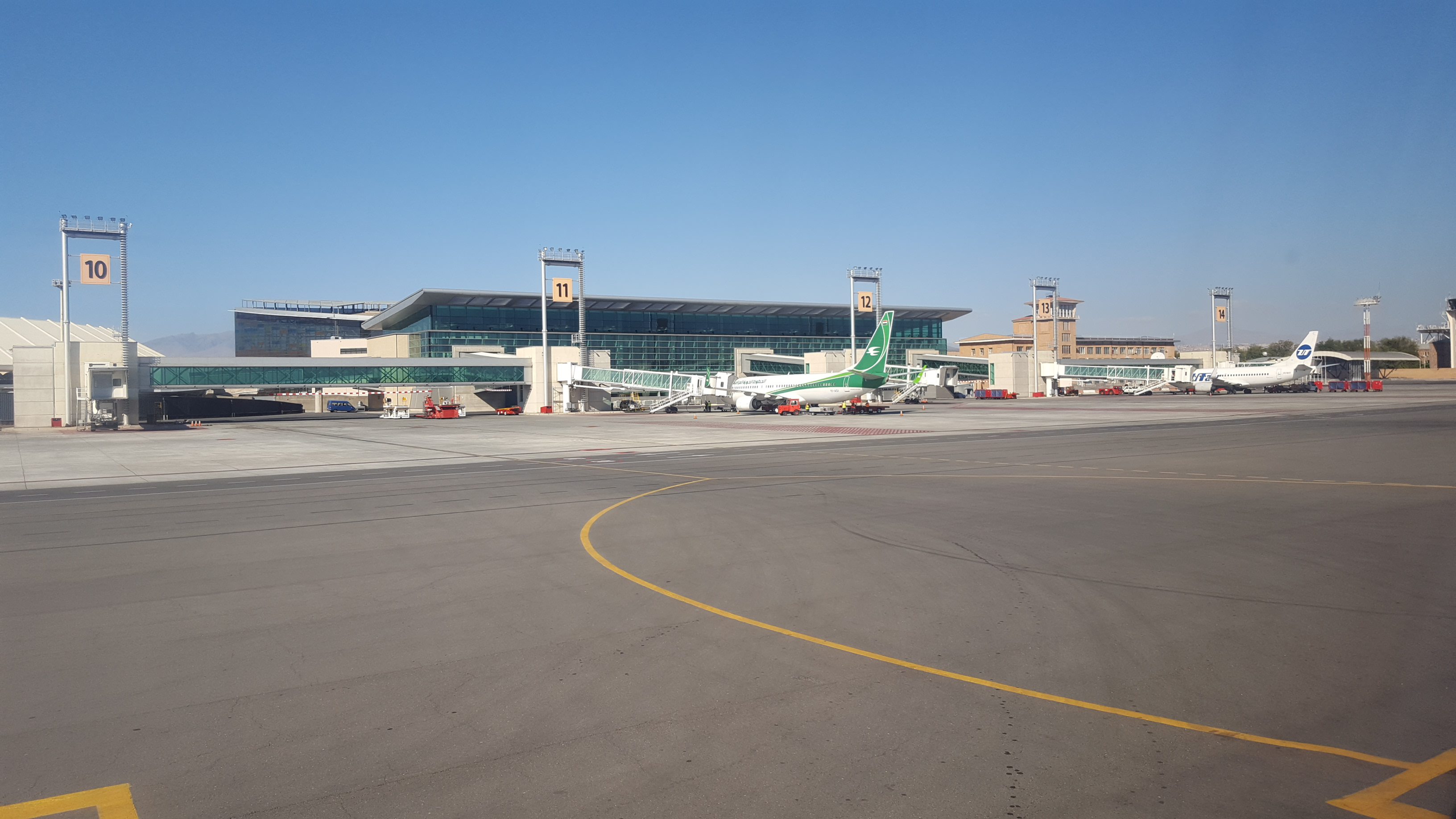
A forgalmi előtér

2008 tavaszán új terminál építését kezdték meg utasszállító gépek számára, hogy kiegészítsék a már meglévő létesítményeket. Az építkezés 2011 szeptemberében fejeződött be. Az új terminállal, amely 52 000 m²-en terül el, megduplázódott a check-in pultok és a biztonsági ellenőrzőpontok száma. Új föld alatti parkolót is kialakítottak, melyben több mint 800 autó fér el 2000 m² területen. A terminál elkészültével a zvartnotszi repülőtér az egyetlen a Kaukázusban, amely B minősítést kapott. A repülőtér így évente már 3,5 millió utas fogadására alkalmas. A projekt 160 millió USD-be került, melynek egy részét az Ázsiai Fejlesztési Bank kölcsönözte. Az új terminál 2011. szeptember 16-a óta működik.

## Biztonság
A nemzetközi követelményekkel összhangban az Armenia International Airports sokat fejlesztett a zvartnotszi repülőtér biztonságán. Százötven kamera figyeli a repülőteret, beleértve az épületek belsejét és a nyílt tereket is. A repülőteret örmény és orosz őrök őrzik. A modernizálási folyamatok eredményeként új járatinformációs rendszert szereltek fel, emellett új, automata, biometrikus azonosítást alkalmazó rendszert használnak poggyászfeladásnál és utasellenőrzésnél. A beszállítókapukhoz való bejutást háromlépcsős ellenőrzés előzi meg: ujjlenyomat- és beszállókártya-ellenőrzés, útlevél-ellenőrzés, majd röntgenes átvilágítás.

## Terminálok
A repülőtér három terminállal rendelkezik. Az 1-es terminál 1971-ben épült és 2011-ben zárt be. A 2-es terminál két épülete, az érkezési és az indulási, 2006, illetve 2011 óta működik. A harmadik a VIP terminál.
Az 1-es terminál kör alakú, középen az irányítótoronnyal. A garázs az indulók szintjére vezető híd alatt található, és 250 autó fér el benne. Az érkezők csarnoka a legalsó szinten található, sötét és elég szűk is volt, emiatt az érkező utasok 2006-tól már az új, 2-es terminálra érkeztek. Mikor a 2-es terminálon megnyílt a beszállítás lehetősége, kapuit híd kötötte össze az 1-es terminállal. Összesen 21 check-in pult volt itt, 9 beszállítókapu, melyből 3 utashíddal is rendelkezett (majd 2006-tól 2011-ig 15 kapu, melyből 8 rendelkezett utashíddal), valamint két poggyászfutószalag.
2011-es bezárása óta a terminál elhagyatott, nem tartják karban. Az irányítótornyon repedések jelentek meg, de a terminál lebontását nem tervezik, egyedi építészeti stílusa miatt műemlékvédelmi státuszt is kaphat.
A 2-es terminál, amely három fázisban nyílt meg 2006-ban, 2007-ben és 2011-ben, évente 3,5 millió utas fogadására képes. A check-in csarnok a második emeleten található, magas üvegmennyezet alatt, 42 modern technológiájú check-in-pulttal rendelkezik. Nyolc beszállítókapuja közül öt utashidas, három buszos beszállításra alkalmas. Emellett találhatóak itt vámmentes boltok, kávézók, business váró a negyedik szinten, valamint egy nyolc méter magas, teljesen üvegezett fal, melyen át kilátás nyílik a repülőtérre és az Ararátra. A biztonsági ellenőrzésnél tizenhat útlevél-ellenőrző fülke található.
Az érkezési csarnok egy üvegezett folyosóból áll a második és az első szint között, majd mozgólépcsőn lehet lejutni az útlevél-ellenőrzéshez (15 fülke), ezután nagy vámmentes bolt következik, innen nyílik a csomagváró (4 futószalaggal). A kijáratnál, ami elérhető az indulási szintről is, kávézók, bankok és turistainformációs pultok találhatóak. A terminál előtt taxiállomások és háromszintes parkolóház találhatóak.

## Légitársaságok és úti célok
2023. júliusi adatok alapján:

### Utasszállító
| Légitársaság        | Célállomások                                                                            |
| ------------------- | --------------------------------------------------------------------------------------- |
| Aegean Airlines     | Athén                                                                                   |
| Aeroflot            | Jekatyerinburg–Kolcovó, Moszkva–Seremetyjevó, Szentpétervár–Pulkovo, Szocsi, Volgográd  |
| Air Arabia          | Sardzsa                                                                                 |
| Air Cairo           | Sarm es-Sejk                                                                            |
| Air France          | Párizs-Charles de Gaulle                                                                |
| Armenia Airways     | Moszkva-Vnukovó, Szocsi, Sztavropol, Teherán                                            |
| Armenian Airlines   | Batumi, Isztambul, Szamara, Moszkva–Seremetyjevó, Szocsi                                |
| Austrian Airlines   | Bécs                                                                                    |
| Azimuth             | Kaluga, Szocsi, Minyeralnije Vodi Moszkva-Vnukovó, Ufa                                  |
| Belavia             | Minszk                                                                                  |
| Brussels Airlines   | Brüsszel                                                                                |
| Cham Wings Airlines | Aleppó, Damaszkusz                                                                      |
| Cyprus Airways      | Lárnaka                                                                                 |
| České aerolinie     | Prága                                                                                   |
| Eurowings           | Berlin-Brandenburg (2024. május 4-től)                                                  |
| Fly Arna            | Moszkva–Seremetyjevó, Moszkva-Vnukovó, Szentpétervár–Pulkovo, Szocsi, Tbiliszi, Teherán |
| Flydubai            | Dubaj                                                                                   |

### Charter
| Légitársaság         | Célállomások                |
| -------------------- | --------------------------- |
| Aegean Airlines      | Iráklió, Lárnaka, Szaloniki |
| Aeroflot             | Szamara                     |
| Air Cairo            | Hurghada                    |
| Air Montenegro       | Podgorica                   |
| AirBaltic            | Riga                        |
| Armenia Airways      | Batumi, Tbiliszi            |
| Bulgaria Air         | Burgasz, Várna              |
| Condor               | Frankfurt                   |
| European Air Charter | Burgasz                     |
| Eurowings            | Düsseldorf, Köln-Bonn       |
| FitsAir              | Colombo–Bandaranaike        |
| Fly Baghdad          | Baghdad                     |
| FlyEgypt             | Sarm es-Sejk                |
| FlyErbil             | Erbíl                       |
| Flynas               | Rijád                       |

### Teherszállítás
| Légitársaság  | Célállomások   |
| ------------- | -------------- |
| Air Armenia   | Frankfurt-Hahn |
| Coyne Airways | Tbiliszi       |

## Forgalmi és statisztikai adatok
| Év                                      | 2005      | 2006      | 2007      | 2008      | 2009      | 2010      | 2011      | 2012      | 2013      | 2014      | 2015      | 2016      |
| --------------------------------------- | --------- | --------- | --------- | --------- | --------- | --------- | --------- | --------- | --------- | --------- | --------- | --------- |
| Utasforgalom összesen                   | 1 111 400 | 1 125 698 | 1 387 002 | 1 480 000 | 1 447 397 | 1 612 016 | 1 600 891 | 1 691 815 | 1 691 710 | 2 045 058 | 1 879 667 | 2 105 540 |
| Induló utasok száma                     | 546 000   | 562 825   | 698 614   | 751 310   | 729 835   | 816 866   | 807 953   | 845 700   | 830 000   | 1 019 765 | 944 373   | 1 048 153 |
| Érkező utasok száma                     | 547 400   | 562 873   | 688 388   | 628 690   | 717 562   | 795 150   | 792 944   | 846 115   | 861 710   | 1 025 293 | 935 294   | 1 057 387 |
| Rakomány összesen (tonna)               | 9119      | 9276      | 10 004    | 10 774    | 8400      | 8800      | 10 014    | 12 251    | 10 361    | 10 345    | 10 123    | 18 269    |
| Exportált rakomány (tonna)              | 3701      | 4080      | 3515      | 4000      | 3100      | 3300      | 4741      | 6687      | 6109      | 6450      | 6607      | 13 784    |
| Importált rakomány (tonna)              | 5418      | 5196      | 6489      | 6700      | 5200      | 5500      | 5273      | 5564      | 4252      | 3895      | 3516      | 4485      |
| Gépmozgás (indulás és érkezés összesen) | 6897      | 6746      | 7953      | 8624      | 8699      | 9783      | 9858      | 10 392    | 8721      | 10 409    | 9012      | 9266      |

## Megközelítése

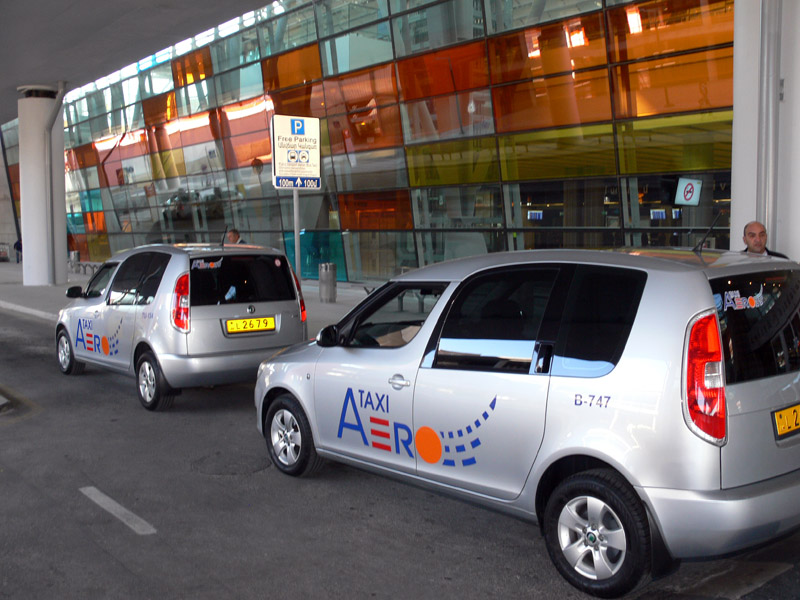
Az Aerotaxi a repülőtér hivatalos taxitársasága

A terminálnál számos taxitársaság elérhető, de a repülőtér hivatalos szolgáltatója az AeroTaxi, mely a repülőtérre érkező és a repülőtérről távozó utasokat szolgálja ki. A cég a városon belüli szállítást nem vállal.
A 201-es busz összeköti a repülőteret a jereváni Szajat-Nova és Mastotsz utcák kereszteződésével, a 108-as pedig a belvárossal.
Az örmény kormány tervezi a jereváni metró kiépítését a repülőtérig, akár egy jelenlegi vonal hosszabbításával, akár új metróvonal létesítésével.

## Balesetek
- 2008. február 14-én a Belavia 1834-es járata, egy Bombardier CRJ-100ER gép, amely Jerevánból Minszkbe tartott, felszállás során a kifutónak ütközött a szárnyával, felborult és fejjel lefelé állt meg a kifutó közelében. A tizennyolc utas és háromfős személyzet sikeresen elhagyta a gépet, mielőtt az kigyulladt, főként a tűzoltók és a repülőtéri mentőszemélyzet gyors reagálásának köszönhetően. A baleset fő oka a bal szárnyat érintő jegesedés volt.[24]

## Fordítás
- Ez a szócikk részben vagy egészben  a   Zvartnots International Airport című angol Wikipédia-szócikk ezen változatának fordításán alapul.  Az eredeti cikk szerkesztőit annak laptörténete sorolja fel. Ez a jelzés csupán a megfogalmazás eredetét és a szerzői jogokat jelzi, nem szolgál a cikkben szereplő információk forrásmegjelöléseként.